# Filippo Ganna
Filippo Ganna (n. 25 iulie 1996, Verbania, Piemont, Italia) este un ciclist italian, membru al echipei Ineos Grenadiers. Este practicant a două discipline: pe pistă și pe șosea. Este de patru ori campion mondial la urmărire în 2016, 2018, 2019 și 2020. De asemenea, are două titluri de campion european la urmărire (2017) și la urmărire pe echipe (2018). Pe șosea, a devenit primul campion mondial italian la contracronometru în 2020. La Jocurile Olimpice de la Tokyo a câștigat medalia de aur la urmărire masculin pe echipe.
Din 3 noiembrie 2019, deține recordul mondial la urmărirea de patru kilometri cu timpul de 4 minute 1,934 secunde.

## Rezultate în marile tururi

### Turul Italiei
4 participări
- 2020: locul 61, câștigător în etapele 1, a 5-a, a 14-a și a 21-a
- 2021: locul 118, câștigător în etapele 1 și a 21-a
- 2023: nu a terminat competiția
- 2024: câștigător al etapei a 14-a

### Turul Franței
1 participare
- 2022: locul 95

### Turul Spaniei
1 participare
- 2023: locul 104, câștigător al etapei a 10-a